# Park Narodowy Chirripó
Park Narodowy Chirripó – park narodowy założony 30 sierpnia 1975, znajdujący się w południowej części Kostaryki w paśmie górskim Cordillera de Talamanca na północny wschód od San Isidro na terenach prowincji San Jose, Cartago i Limón. Park zajmuje powierzchnię około 508,5 km² co czyni go jednym z największych parków narodowych Kostaryki.

## Geografia
Park charakteryzuje się górzystymi terenami oraz zróżnicowanymi polodowcowymi formacjami terenu takimi jak doliny U-kształtne, moreny, jeziora czy kotły polodowcowe. Chirripó rozciąga się na wysokościach od 1500 m n.p.m. do 3819 m n.p.m.
Park zawiera jedyne dowody w Ameryce Środkowej potwierdzające zlodowacenie na tych terenach, które miało miejsce około 25 000 lat temu. Na terenie parku leży najwyższy w Kostaryce i drugi co do wysokości szczyt Ameryki Środkowej Chirripó.

## Klimat

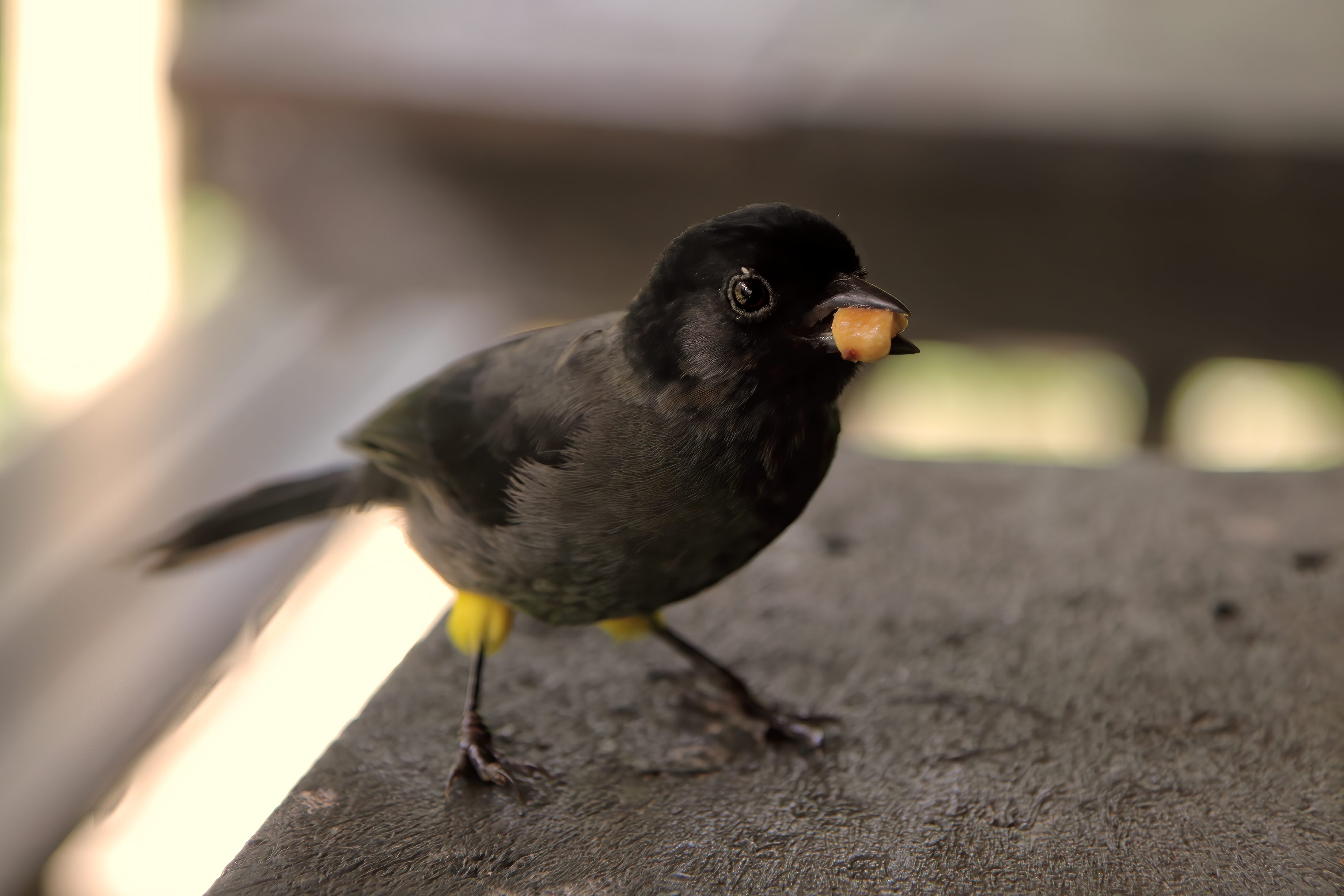
Pselliophorus tibialis

Warunki pogodowe w parku są bardzo zmienne i zależne od wysokości, park charakteryzuje się występowaniem najniższych temperatur w kraju, to na jego terenach zarejestrowano najniższą temperaturę w Kostaryce (-9°C). Średnia temperatura oscyluje w okolicach 20°C przy czym nocą może spadać do 0°C.
Średnia roczna suma opadów wynosi około 4950 mm z porą suchą pomiędzy styczniem a marcem/kwietniem.

## Flora i fauna
Na terenach parku można wyróżnić trzy różne obszary roślinności: las mglisty, las mglisty wyższych partii parku oraz paramo - obszar charakterystyczny dla wyższych części And. Wśród drzew dla obszaru lasu mglistego można wyróżnić takie jak dęby, cedry, wiązy, magnolie, figowce czy wawrzyny. Część roślin to gatunki endemiczne, które przystosowały się do trudnych warunków klimatycznych parku.
Wśród zwierząt można wyróżnić 400 gatunków ptaków (w tym kwezal herbowy, Turdus nigrescens, Junco vulcani, Scytalopus argentifrons, Zeledonia coronata czy Pselliophorus tibialis), 263 gatunki płazów (w tym Bolitoglossa pesrubra, Bolitoglossa tica) i gadów. W parku można spotkać największą w Kostaryce populację tapira oprócz tego można natrafić na takie ssaki jak pumy, jaguary czy pekari.